# (767) Bondia
(767) Bondia ist ein Asteroid des Hauptgürtels, der am 23. September 1913 vom US-amerikanischen Astronomen Joel H. Metcalf in Winchester entdeckt wurde.
Der Asteroid wurde nach den beiden US-amerikanischen Astronomen William Cranch Bond und dessen Sohn George Phillips Bond benannt.